# Ansfrid
Ansfrid var föreståndare för den kristna församlingen i Birka 856-859. Han efterträdde Erimbert som utsetts av Ansgar och efterträddes i sin tur av den danske missionären Rimbert, ej att förväxla med den Rimbert som skrev Ansgarskrönikan. Enligt vissa uppgifter var Ansfrid av dansk härkomst och upplärd av ärkebiskop Ebbo.